# عمرانه جنوبی
عمرانه جنوبی (به انگلیسی: Umrana Janoobi) یک روستا در پاکستان است که در پنجاب واقع شده‌است. عمرانه جنوبی ۱۰۰ کیلومتر مربع مساحت و ۱۰٬۰۰۰ نفر جمعیت دارد.